# Allen Knoll
Allen Knoll är en kulle i Antarktis. Den ligger i Västantarktis. Argentina, Chile och Storbritannien gör anspråk på området. Toppen på Allen Knoll är 729 meter över havet.
Terrängen runt Allen Knoll är huvudsakligen kuperad, men den allra närmaste omgivningen är platt. Trakten är obefolkad. Det finns inga samhällen i närheten. 